# Lappland-Weide

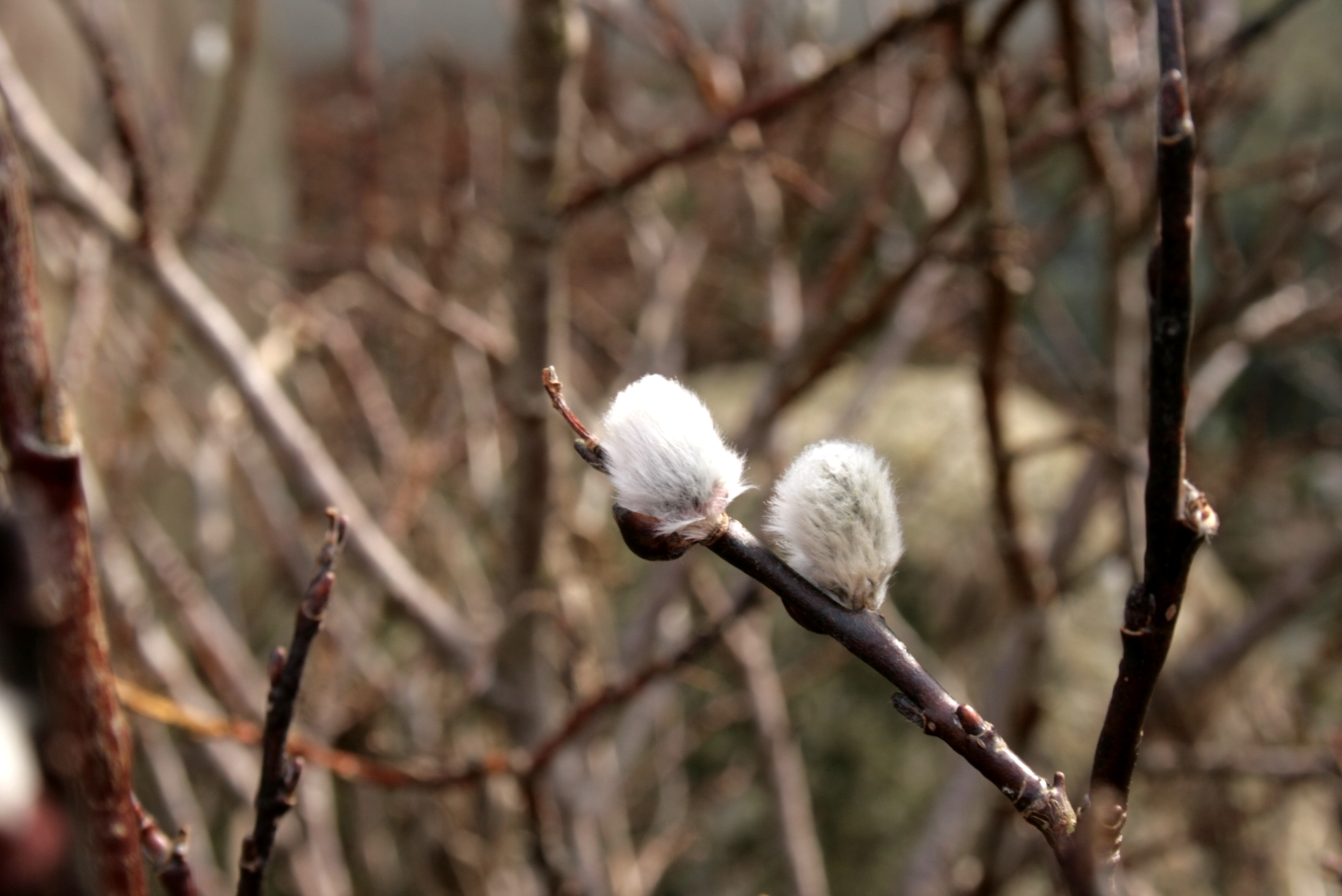
Weibliche Blütenkätzchen

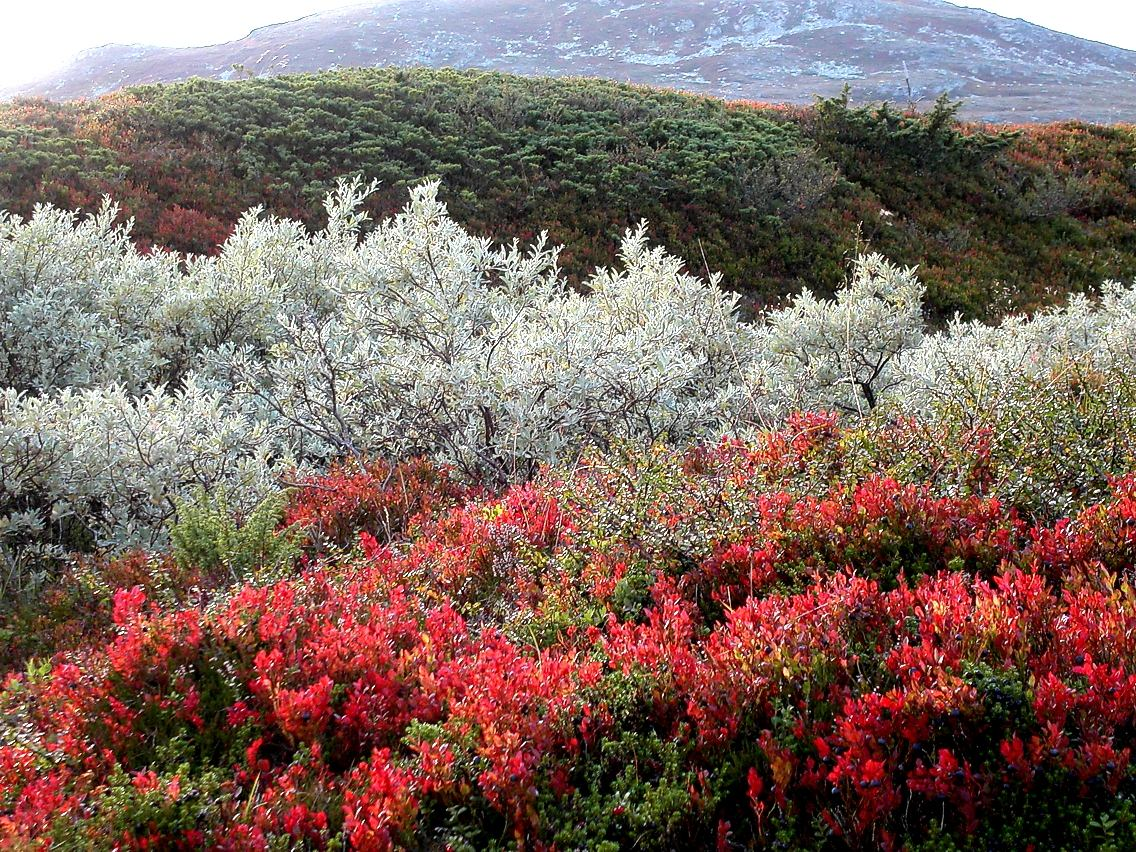
Bestand von Lappland-Weiden hinter herbstroten Heidelbeeren und vor Wacholdergebüsch in Norwegen

Die Lappland-Weide (Salix lapponum) ist ein kleiner Strauch aus der Gattung der Weiden (Salix) mit anfangs seidig behaarten Zweigen und zumindest anfangs filzig behaarten Blattspreiten. Das natürliche Verbreitungsgebiet der Art liegt in Europa und reicht bis in den Osten Sibiriens.

## Beschreibung
Die Lappland-Weide ist ein bis zu 1,5 Meter hoher, breit aufrechter und dicht verzweigter Strauch mit dünnen, anfangs seidig behaarten und später kahlen, dunkelbraun glänzenden Trieben. Die Laubblätter haben keine oder nur schwach entwickelte Nebenblätter und einen 3 bis 8 Millimeter langen Stiel. Die Blattspreite ist 2,5 bis 8 Zentimeter lang, 0,8 bis 3 Zentimeter breit, elliptisch bis verkehrt-eiförmig, seltener lanzettlich, spitz oder zugespitzt, ganzrandig oder höchstens schwach wellig gekerbt, mit abgerundeter bis keilförmiger Basis. Die Blattoberseite junger Blätter ist weißfilzig behaart, später kahl und olivgrün, die Unterseite ist bleibend graufilzig.

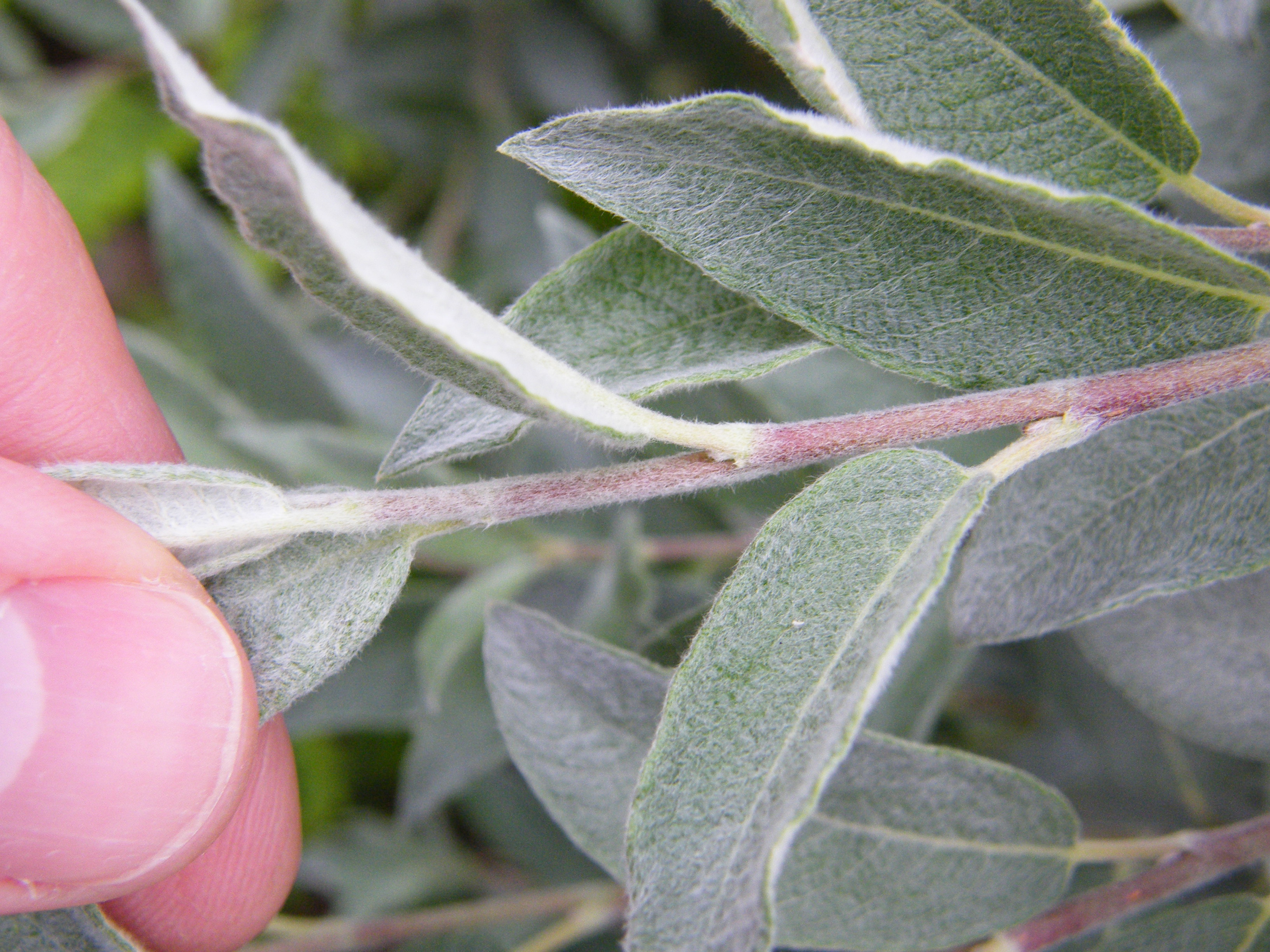
Zweig der Lappland-Weide

Als Blütenstände werden etwa 3 Zentimeter lange, längliche, sitzende und auffällig silbrig seidig behaarte Kätzchen gebildet. Die Tragblätter sind dunkelbraun, lang behaart mit einer länglichen Nektardrüse. Männliche Blüten haben zwei kahle Staubblätter. Der Fruchtknoten weiblicher Blüten ist fast sitzend und behaart. Der Griffel ist lang, die Narben sind länglich und geteilt.
Die Lappland-Weide blüht kurz vor dem Blattaustrieb von Mai bis Juni.
Die Chromosomenzahl beträgt 2n = 38.

## Vorkommen und Standortansprüche
Das natürliche Verbreitungsgebiet reicht in Europa von Nordeuropa (Finnland, Norwegen, Schweden, England, Schottland) über Mitteleuropa (Tschechien, Slowakei, Südosten von Deutschland, Polen) bis nach Osteuropa (Belarus, die Baltischen Staaten, Ukraine, Russland) und Südeuropa (Süden von Frankreich, Nordosten von Spanien, Bulgarien, Rumänien). In Asien reicht das Verbreitungsgebiet von West- bis Ostsibirien. Die Lappland-Weide wächst in Moor- und Sumpfgebieten in Bruchwäldern, auf sumpfigen Untergrund und in Feucht- und Nasswiesen an sonnigen und kühlen Standorten. Das Verbreitungsgebiet wird der Winterhärtezone 4 zugeordnet mit mittleren jährlichen Minimaltemperaturen von −34,4 bis −28,9 °C (−30 bis −20 °F).

## Systematik
Die Lappland-Weide (Salix lapponum) ist eine Art aus der Gattung der Weiden (Salix) in der Familie der Weidengewächse (Salicaceae). Sie wurde 1753 von Carl von Linné im Species Plantarum erstmals wissenschaftlich beschrieben. Der Gattungsname Salix stammt aus dem Lateinischen und wurde schon von den Römern für verschiedene Weidenarten verwendet. Das Artepitheton lapponum leitet sich vom Mittellateinischen Lappo für Lappe her.

## Verwendung
Die Lappland-Weide wird nur selten verwendet.

## Nachweise